# Dominus (Star Wars)
Dominus es un personaje de ficción perteneciente al universo de Star Wars.
Fue un Maestro Jedi que vivió varios miles de años antes de la Batalla de Yavin. Entre sus aprendices, la más tristemente conocida es Zona Luka, quién se volvió contra él y acabó con su vida, actuando bajo la influencia de un hechizo Sith que le había lanzado Exar Kun.
Dominus ayuda a Yoda a derrotar al imperio de la reina tatiana durante la influencia del imeperio. Donde la Reina Tatiana (Sheatian) logra derrotar a Lord Vader.
- Datos: Q13393267